# Gran Premio di Monaco 1996
Il Gran Premio di Monaco 1996 è stata la sesta prova della stagione 1996 del campionato mondiale di Formula 1. Svoltosi domenica 19 maggio sul circuito di Monte Carlo, in condizioni di asfalto estremamente bagnato, la gara è stata vinta da Olivier Panis su Ligier-Mugen-Honda, all'unico successo in carriera, seguito da David Coulthard su McLaren-Mercedes e da Johnny Herbert su Sauber-Ford. Al traguardo sono giunti solo quattro vetture, di cui solo tre a pieni giri. In base al regolamento, la gara è stata interrotta al limite delle due ore dalla partenza, quando sono stati completati 75 giri sui 78 previsti.
L'evento ha visto in tutto il fine settimana un grande afflusso di pubblico, quantificato in circa 130 000 spettatori, di cui la maggior parte italiani e tedeschi, galvanizzati dalle prestazioni in crescendo di Michael Schumacher e della Ferrari.

## Vigilia

### Organizzazione dell'evento
Come da tradizione, l'Automobile Club di Monaco si preoccupa dell'organizzazione dell'evento sportivo. Per l'occasione viene riasfaltato completamente il circuito e vengono apportate migliorie per la sicurezza dei piloti. Inoltre sono ampliate le tribune con la messa a disposizione di 300 ulteriori posti a sedere. Il pubblico risponde bene all'iniziativa, tanto che già a tre mesi dal Gran Premio vengono venduti 27.000 biglietti, di cui 22.000 solo di posti a sedere. Le previsioni prevedono un flusso di oltre 80.000 tifosi il giorno della gara per un incasso stimato in circa 60 miliardi di lire.
A corredo poi della gara di Formula 1 vengono previsti la corsa di Formula 3, la Porsche Supercup e il Renault Sport Spider Elf Trophy. Il giovedì, giorno di inizio del fine settimana automobilistico, viene previsto anche, presso l'Espace Fontvieille uno spettacolo di 45 minuti avente come tema il Gran Premio stesso.

### Aspetti extra sportivi
Durante il fine settimana il pilota della Benetton Gerhard Berger e l'ex campione di motociclismo Barry Sheene vengono denunciati da una commessa australiana con l'accusa di molestie sessuali. I fatti risalirebbero al Gran Premio d'Australia, quando i due hanno tentato di abusare della ragazza nel bagno di un centro commerciale dopo essersi nascosti per sfuggire ai tifosi. Un mese più tardi, comunque, la denuncia è stata ritirata.

### Aspetti tecnici
La Ferrari porta per la gara monegasca un'evoluzione del propulsore tipo 046 già utilizzato in prova a Imola, leggermente più potente del precedente.

## Prove libere

### Resoconto
Nelle prove libere del giovedì il miglior tempo viene ottenuto a sorpresa da Mika Häkkinen su McLaren, girando in 1'23"762. Il finlandese ottiene la sua prestazione con poca benzina a bordo e con gomme nuove, precedendo di appena 39 millesimi Damon Hill. Al terzo posto l'altro pilota McLaren David Coulthard. Più in difficoltà Jacques Villeneuve, settimo, il quale ha difficoltà di adattamento al circuito monegasco su cui non correva da diversi anni. Ancora più indietro i piloti Ferrari con Schumacher undicesimo e Irvine diciassettesimo. Il tedesco, nonostante un problema al cambio, si dichiara tranquillo affermando di aver girato solo a serbatoio pieno e di aver risparmiato un treno di gomme. Sorprendono nelle libere le Minardi che ottengono tempi da metà classifica, con Fisichella quattordicesimo e Lamy subito dietro. Numerosi sono anche gli incidenti in questa sessione con Jos Verstappen e Pedro Diniz che incidentano la loro vettura alla Rascasse e lo stesso Fisichella che colpisce un guard rail.

### Risultati
Nella giornata di giovedì, si è avuta la seguente situazione:
| Pos | Pilota          | Costruttore      | Tempo    |
| --- | --------------- | ---------------- | -------- |
| 1   | Mika Häkkinen   | McLaren-Mercedes | 1'23"762 |
| 2   | Damon Hill      | Williams-Renault | 1'23"801 |
| 3   | David Coulthard | McLaren-Mercedes | 1'23"850 |

## Qualifiche

### Resoconto
Le qualifiche si svolgono al sabato in condizioni di cielo coperto, ma con pista asciutta. Temendo il rischio pioggia, molti piloti escono presto per far segnare un tempo cronometrato. Tra questi Michael Schumacher, che è il primo a scendere sotto il tempo di 1'21"000. Dopo un periodo in cui il tempo del tedesco rimane imbattuto, Damon Hill fa segnare il miglior parziale in 1'20"866, ma a nove minuti dalla fine della sessione Schumacher riesce a riprendersi la pole position girando in 1'20"356. Il tedesco sa costruire il suo vantaggio nel tratto delle Piscine, in cui guadagna oltre mezzo secondo nei confronti dell'inglese. Terzo è Alesi, che precede il compagno di squadra Berger, involontariamente ostacolato proprio da Schumacher che, pensando che le qualifiche sono terminate, sta compiendo un giro lento per salutare la folla e non si rende conto che Berger sta compiendo l'ultimo tentativo a disposizione per migliorare il suo tempo. Per evitarlo l'austriaco finisce in testacoda e non può migliorarsi. I commissari decidono comunque di non sanzionarlo, guidicando la sua azione totalmente involontaria e priva di malizia. La terza fila viene occupata da Coulthard e Barrichello, seguiti da Irvine, Häkkinen, rallentato dal testacoda di Berger, Frentzen e Villeneuve, decimo e staccato di oltre un secondo dal compagno di squadra, piuttosto a disagio sul tortuoso tracciato cittadino.
Dietro al canadese si piazza Mika Salo, protagonista di una sessione travagliata; il pilota della Tyrrell, dopo la rottura del propulsore subita nelle libere di sabato mattina, è costretto a utilizzare il muletto preparato per Katayama prima di poter utilizzare la sua vettura nella parte finale delle qualifiche. Anche il suo compagno di squadra ha diversi problemi all'impianto elettronico e alle gomme, non andando oltre la quindicesima piazza. Dodicesimo si piazza Jos Verstappen, seguito da Herbert e Panis; quest'ultimo si dice molto deluso per aver potuto effettuare un solo tentativo prima di avere problemi al motore che lo tengono ai box per il resto della sessione. Nelle ultime posizioni si piazzano Martin Brundle, Pedro Diniz, le due Minardi, Rosset e le Forti.

### Risultati
| Pos | Nº | Pilota                | Costruttore        | Tempo    | Distacco |
| --- | -- | --------------------- | ------------------ | -------- | -------- |
| 1   | 1  | Michael Schumacher    | Ferrari            | 1'20"356 |          |
| 2   | 5  | Damon Hill            | Williams-Renault   | 1'20"866 | +0"510   |
| 3   | 3  | Jean Alesi            | Benetton-Renault   | 1'20"918 | +0"562   |
| 4   | 4  | Gerhard Berger        | Benetton-Renault   | 1'21"067 | +0"711   |
| 5   | 8  | David Coulthard       | McLaren-Mercedes   | 1'21"460 | +1"104   |
| 6   | 11 | Rubens Barrichello    | Jordan-Peugeot     | 1'21"504 | +1"148   |
| 7   | 2  | Eddie Irvine          | Ferrari            | 1'21"542 | +1"186   |
| 8   | 7  | Mika Häkkinen         | McLaren-Mercedes   | 1'21"688 | +1"332   |
| 9   | 15 | Heinz-Harald Frentzen | Sauber-Ford        | 1'21"929 | +1"573   |
| 10  | 6  | Jacques Villeneuve    | Williams-Renault   | 1'21"963 | +1"607   |
| 11  | 19 | Mika Salo             | Tyrrell-Yamaha     | 1'22"235 | +1"879   |
| 12  | 17 | Jos Verstappen        | Footwork-Hart      | 1'22"327 | +1"971   |
| 13  | 14 | Johnny Herbert        | Sauber-Ford        | 1'22"346 | +1"990   |
| 14  | 9  | Olivier Panis         | Ligier-Mugen-Honda | 1'22"358 | +2"002   |
| 15  | 18 | Ukyo Katayama         | Tyrrell-Yamaha     | 1'22"460 | +2"104   |
| 16  | 12 | Martin Brundle        | Jordan-Peugeot     | 1'22"519 | +2"163   |
| 17  | 10 | Pedro Diniz           | Ligier-Mugen-Honda | 1'22"682 | +2"326   |
| 18  | 21 | Giancarlo Fisichella  | Minardi-Ford       | 1'22"684 | +2"328   |
| 19  | 20 | Pedro Lamy            | Minardi-Ford       | 1'23"350 | +2"994   |
| 20  | 16 | Ricardo Rosset        | Footwork-Hart      | 1'24"976 | +4"620   |
| 21  | 22 | Luca Badoer           | Forti-Ford         | 1'25"059 | +4"703   |
| 22  | 23 | Andrea Montermini     | Forti-Ford         | 1'25"393 | +5"037   |

## Warm up

### Resoconto
Durante il warm up della domenica mattina, il più veloce è contrariamente alle attese Olivier Panis, che gira in 1'23"860, rifilando più di tre decimi a Mika Häkkinen e quasi mezzo secondo a Michael Schumacher.

### Risultati
Nel warm up si è avuta la seguente situazione:
| Pos | Pilota             | Costruttore        | Tempo    |
| --- | ------------------ | ------------------ | -------- |
| 1   | Olivier Panis      | Ligier-Mugen-Honda | 1'23"860 |
| 2   | Mika Häkkinen      | McLaren-Mercedes   | 1'24"203 |
| 3   | Michael Schumacher | Ferrari            | 1'24"289 |

## Gara

### Resoconto

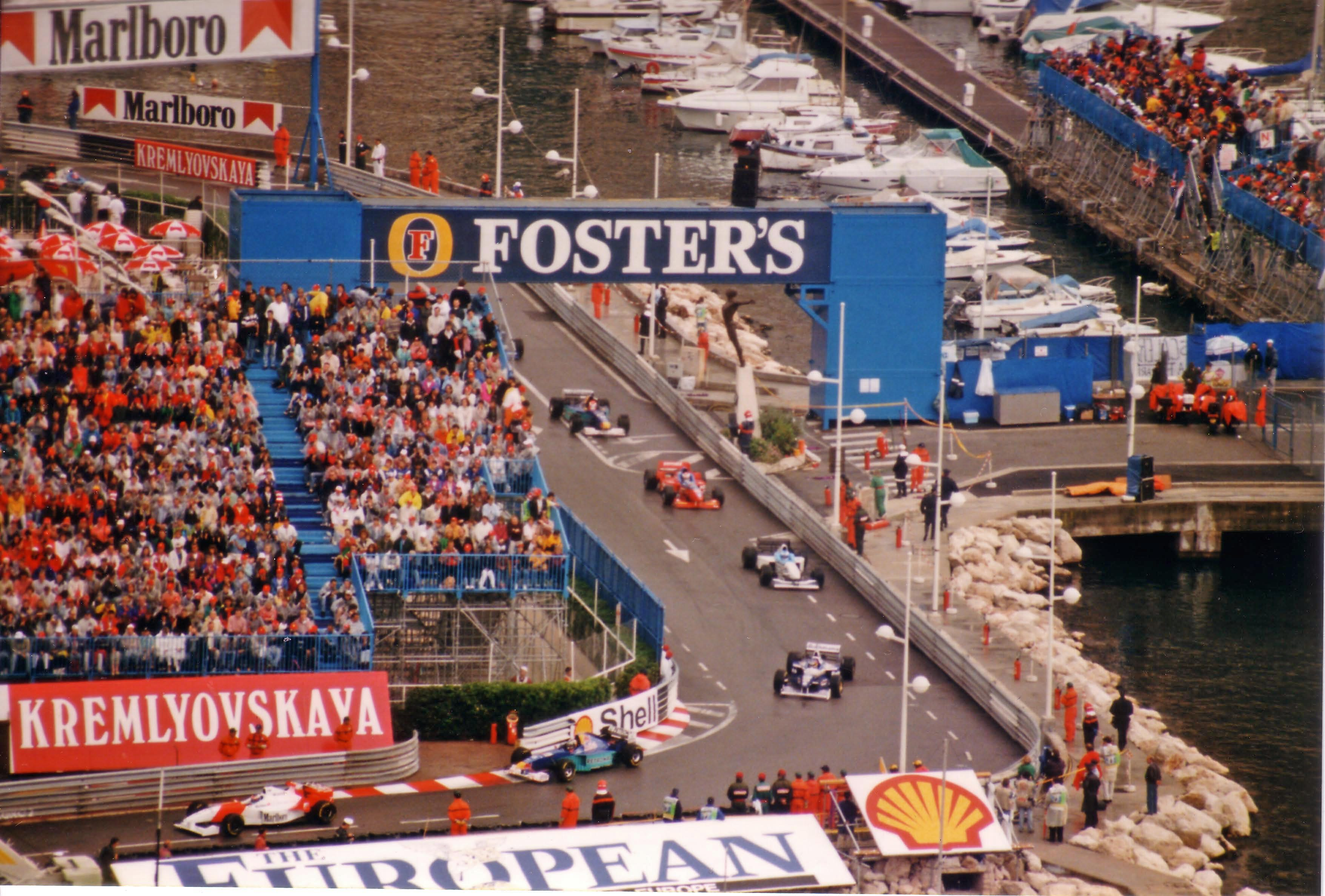
Il giro di ricognizione del Gran Premio.

Prima del via sulla pista cade un violento acquazzone; siccome il warm up si è svolto con il tracciato ancora asciutto, ai piloti viene concessa una sessione di prove supplementare di un quarto d'ora per girare sulla pista bagnata. Diversi piloti hanno degli incidenti; tra questi Montermini, che distrugge la sua Forti e non può prendere parte alla gara. La pioggia smette di cadere prima della partenza, ma la pista resta bagnata e tutti i piloti tranne Verstappen montano pneumatici da bagnato. Al via Schumacher scatta male a causa di un suo errore nella gestione della frizione elettronica, perdendo la prima posizione a favore di Hill; alla prima curva ci sono diversi contatti, che causano il ritiro di Verstappen e dei due piloti della Minardi.

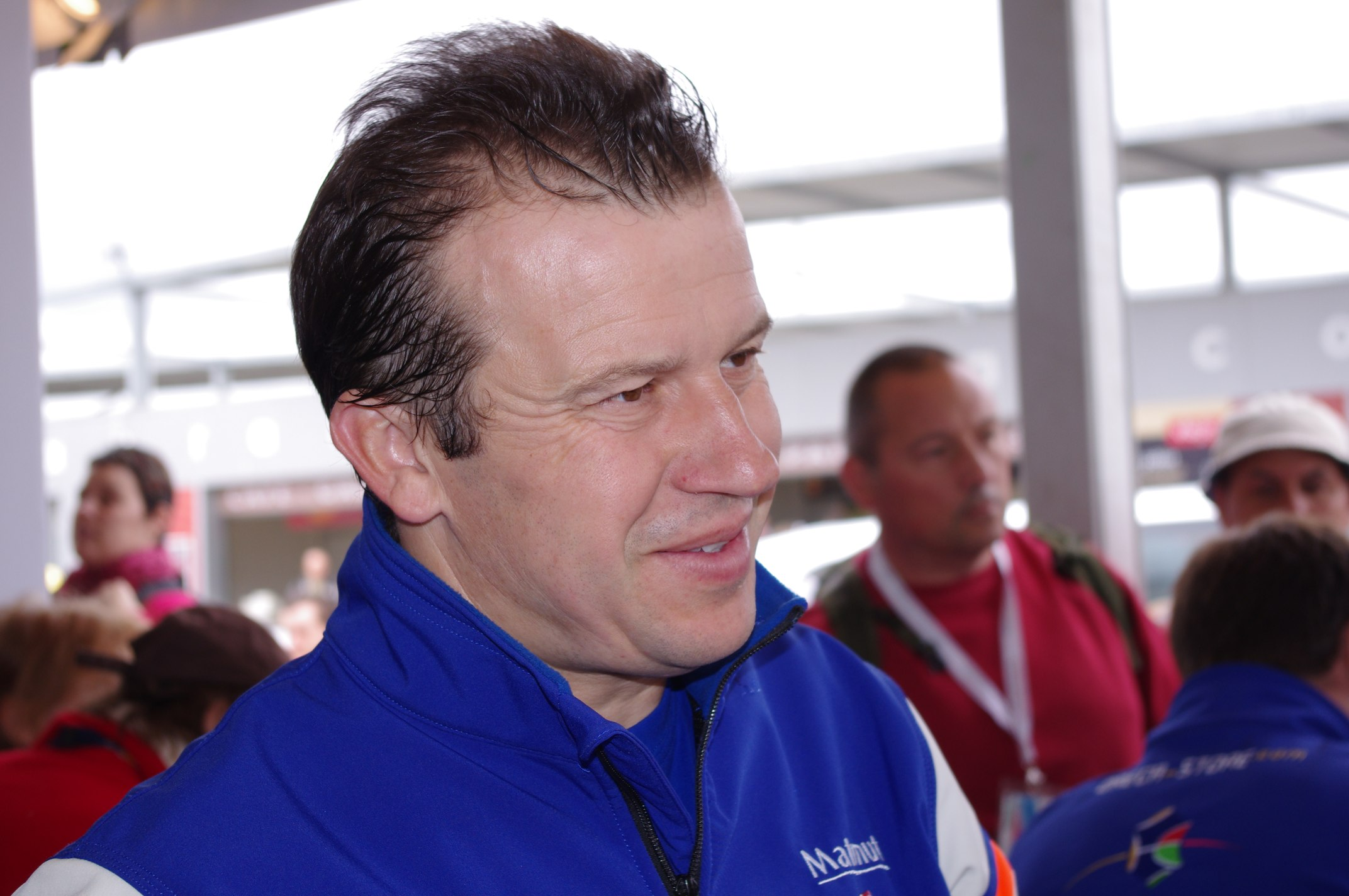
Olivier Panis, qui fotografato nel 2011, vinse al Gran Premio di Monaco 1996 la sua unica gara in carriera, riportando al successo la Ligier dopo 15 anni.

Dopo poche curve anche Schumacher, in scia alla Williams del rivale, scivola con la vettura su un cordolo, andando a sbattere contro le barriere; pure Barrichello non completa neppure un giro, ritirandosi alla Rascasse. Hill approfitta della confusione alle sue spalle per guadagnare un grande vantaggio sugli inseguitori, guidati da Alesi e Berger; dietro ai due piloti della Benetton si trova Irvine, in difficoltà a causa di una Ferrari decisamente difficile da guidare; alle spalle del pilota nordirlandese si forma una lunga coda di inseguitori, nettamente più veloci di lui ma incapaci di sopravanzarlo. Hill continua a tenere un ritmo inavvicinabile per tutti, mentre al decimo passaggio Berger si ritira per un problema al cambio; al 18º giro Frentzen prova a superare Irvine alla prima curva, ma finisce per tamponarlo, rompendo l'alettone anteriore della sua Sauber e compromettendo la sua gara.
Nel frattempo la pista si asciuga e al 28º passaggio Hill effettua il cambio gomme, montando pneumatici da asciutto; i piloti che ritardano il cambio gomme (su tutti Alesi e Coulthard) perdono molto tempo, anche se il francese della Benetton mantiene la sua seconda posizione, grazie all'enorme vantaggio acquisito su Irvine. Il pilota della Ferrari conserva la terza piazza grazie ad un pit stop effettuato al momento giusto, ma al 35º passaggio viene sopravanzato da Panis, che con una manovra decisa lo affianca al tornante del Loews, mandandolo a sbattere contro le barriere. Il francese prosegue al terzo posto, mentre Irvine viene aiutato a ripartire dai commissari di percorso, riuscendo a rientrare ai box ma perdendo moltissimo tempo. Al 40º passaggio sulla vettura di Hill si rompe il motore e l'inglese è costretto al ritiro; passa così al comando Alesi, con un vantaggio di circa trenta secondi su Panis. Il pilota della Benetton abbandona però nel corso della 60ª tornata, quando una sospensione della sua vettura si rompe.
Nel frattempo si ritira anche Villeneuve, venuto a contatto con Badoer mentre tenta di doppiarlo; rimangono quindi solo sette vetture in pista, con Panis al comando davanti a Coulthard. A pochi giri dal termine Irvine va in testacoda proprio nella curva nella quale il suo compagno di squadra si è ritirato a inizio gara: il pilota della Ferrari tenta di ripartire, ma viene centrato da Salo e Häkkinen, che stanno sopraggiungendo proprio in quel momento. Panis controlla Coulthard fino alla fine della gara, che viene interrotta con tre tornate di anticipo per il superamento delle due ore massime consentite; il francese conquista così la sua prima ed unica vittoria in carriera davanti a Coulthard, Herbert e Frentzen, mentre Salo e Häkkinen vengono classificati quinto e sesto. Per la Ligier, invece, è la nona ed ultima vittoria della sua storia, la prima dal Gran Premio del Canada 1981. Per rivedere la vittoria in formula 1 per un pilota francese bisognerà aspettare fino alla stagione 2020 nel Gran Premio d'Italia vinto da Pierre Gasly su AlphaTauri.

### Risultati
I risultati del Gran Premio sono i seguenti:
| Pos | Nº | Pilota                | Costruttore        | Giri | Tempo/Ritiro                           | Griglia | Punti |
| --- | -- | --------------------- | ------------------ | ---- | -------------------------------------- | ------- | ----- |
| 1   | 9  | Olivier Panis         | Ligier-Mugen-Honda | 75   | 2h00'45"629                            | 14      | 10    |
| 2   | 8  | David Coulthard       | McLaren-Mercedes   | 75   | +4"828                                 | 5       | 6     |
| 3   | 14 | Johnny Herbert        | Sauber-Ford        | 75   | +37"503                                | 13      | 4     |
| 4   | 15 | Heinz-Harald Frentzen | Sauber-Ford        | 73   | Cambio                                 | 9       | 3     |
| Rit | 19 | Mika Salo             | Tyrrell-Yamaha     | 70   | Collisione con E. Irvine e M. Häkkinen | 11      | 2     |
| Rit | 7  | Mika Häkkinen         | McLaren-Mercedes   | 70   | Collisione con E. Irvine e M. Salo     | 8       | 1     |
| Rit | 2  | Eddie Irvine          | Ferrari            | 68   | Collisione con M. Hakkinen e M. Salo   | 7       |       |
| Rit | 6  | Jacques Villeneuve    | Williams-Renault   | 66   | Collisione con L. Badoer               | 10      |       |
| Rit | 3  | Jean Alesi            | Benetton-Renault   | 60   | Sospensione                            | 3       |       |
| Rit | 22 | Luca Badoer           | Forti-Ford         | 60   | Collisione con J. Villeneuve           | 21      |       |
| Rit | 5  | Damon Hill            | Williams-Renault   | 40   | Motore                                 | 2       |       |
| Rit | 12 | Martin Brundle        | Jordan-Peugeot     | 30   | Testacoda                              | 16      |       |
| Rit | 4  | Gerhard Berger        | Benetton-Renault   | 9    | Cambio                                 | 4       |       |
| Rit | 10 | Pedro Diniz           | Ligier-Mugen Honda | 5    | Trasmissione                           | 17      |       |
| Rit | 16 | Ricardo Rosset        | Footwork-Hart      | 3    | Testacoda                              | 20      |       |
| Rit | 18 | Ukyo Katayama         | Tyrrell-Yamaha     | 2    | Testacoda                              | 15      |       |
| Rit | 1  | Michael Schumacher    | Ferrari            | 0    | Incidente                              | 1       |       |
| Rit | 11 | Rubens Barrichello    | Jordan-Peugeot     | 0    | Testacoda                              | 6       |       |
| Rit | 17 | Jos Verstappen        | Footwork-Hart      | 0    | Testacoda                              | 12      |       |
| Rit | 21 | Giancarlo Fisichella  | Minardi-Ford       | 0    | Collisione con P. Lamy                 | 18      |       |
| Rit | 20 | Pedro Lamy            | Minardi-Ford       | 0    | Collisione con G. Fisichella           | 19      |       |
| NP  | 23 | Andrea Montermini     | Forti-Ford         | 0    | non partito                            | 22      |       |

## Dopo gara
Nelle interviste del dopo gara Panis si dichiara euforico per la vittoria ottenuta a Monte Carlo, spiegando ai giornalisti di dovere il suo successo sia a una strategia di gara vincente, che prevede una vettura con assetto misto e una riduzione al minimo dei pit stop, che ad alcuni azzardi nei sorpassi. Fanno da contraltare alle dichiarazioni del francese quelle di Michael Schumacher, molto deluso dall'errore da lui compiuto e di cui si addossa tutta la responsabilità, e di Damon Hill, mai vincente sul tracciato monegasco.
Eddie Irvine, invece, spiega che la sua gara si deve ad un assetto sbagliato e che non riesce a tenere in pista la propria vettura.

## Classifiche

### Piloti
| Pos | Pilota                | Punti |
| --- | --------------------- | ----- |
| 1   | Damon Hill            | 43    |
| 2   | Jacques Villeneuve    | 22    |
| 3   | Michael Schumacher    | 16    |
| 4   | Olivier Panis         | 11    |
| 4   | Jean Alesi            | 11    |
| 6   | David Coulthard       | 10    |
| 7   | Eddie Irvine          | 9     |
| 8   | Gerhard Berger        | 7     |
| 8   | Rubens Barrichello    | 7     |
| 10  | Mika Häkkinen         | 6     |
| 11  | Mika Salo             | 5     |
| 12  | Johnny Herbert        | 4     |
| 13  | Heinz-Harald Frentzen | 3     |
| 14  | Jos Verstappen        | 1     |
| 14  | Martin Brundle        | 1     |

### Costruttori
| Pos | Costruttore        | Punti |
| --- | ------------------ | ----- |
| 1   | Williams-Renault   | 65    |
| 2   | Ferrari            | 25    |
| 3   | Benetton-Renault   | 18    |
| 4   | McLaren-Mercedes   | 16    |
| 5   | Ligier-Mugen-Honda | 11    |
| 6   | Jordan-Peugeot     | 8     |
| 7   | Sauber-Ford        | 7     |
| 8   | Tyrrell-Yamaha     | 5     |
| 9   | Footwork-Hart      | 1     |